# Дибленко Артем Костянтинович
Арте́м Костянти́нович Дибле́нко — громадський діяч, прапорщик Збройних сил України. Повний кавалер ордена «За мужність».

## Життєпис
Генеральний директор інформаційного агентства «Українська медіа група» (миколаївські видання «Преступности.НЕТ» та NikLife). Одружений, має дітей.
22 лютого 2023 року виступив у Нью-Йорку у штаб-квартирі ООН під час слухання щодо жорстоких порушень прав людини, спричинених російською агресією проти України.

## Бойовий шлях
Командир відділення аеромобільно-десантного взводу 79-ї окремої аеромобільної бригади. З 12 по 18 жовтня 2014 року виконував бойове завдання з оборони Донецького аеропорту. Його відділенню вдалося зайняти стратегічно важливі позиції та утримати їх — незважаючи на численні атаки терористів та обстріли території аеропорту з ворожої артилерії і танків.
Під час російського вторгнення в Україну у 2022 році брав участь в обороні Маріуполя. Разом із іншими оборонцями Маріуполя перебував у російському полоні та був звільнений 21 вересня 2022 року під час обміну 215 українських захисників.

## Нагороди
- орден «За мужність» I ступеня (14.10.2022) — за особисту мужність, виявлену у захисті державного суверенітету та територіальної цілісності України, незламність духу і вірність військовій присязі[3].
- орден «Орден „За мужність“» ІI ступеня (2.05.2022) — за особисту мужність і самовіддані дії, виявлені у захисті державного суверенітету та територіальної цілісності України, вірність військовій присязі[4].
- орден «За мужність» III ступеня (27.11.2014) — за особисту мужність і героїзм, виявлені у захисті державного суверенітету та територіальної цілісності України, вірність військовій присязі[5].